# 王林卿
王林卿（?—?），西汉長陵（今陕西省咸阳市渭城区）人。

## 生平
侍中王林卿因为跟邛成太后同宗，得到太后的宠爱。王林卿结交江湖游侠，在京都很有名气。后来因犯法免除官职，但是宾朋反而更多。一次王林卿到长陵上坟，就和游侠宾朋盛宴多日。长陵令何並担心他再犯，就亲自上门拜见，对王林卿说：“坟在野外，应及时回家。”王林卿答应。之前王林卿曾殺害婢女德丈夫，把他埋在冢舍，何並都知道，但是因为事情没有发生在自己在任時，又見他新近免官，于是没有检举，只想让他离开自己的管辖范围，于是派属下去遣送他。王林卿平素驕纵，不愿在賓客面前出丑。何並猜想他要變乱，于是预备兵馬以待。王林卿要走，北度涇橋，派一个騎奴回到县衙門口，拔刀砍烂了县衙的建鼓。
何並率领吏兵追赶王林卿。走了數十里，王林卿窘迫，让仆人戴着自己的冠穿着自己的襜褕代替他，乘車跟從童騎，自己换衣服從小路逃走。到太阳下山何並追上，抓住戴冠的奴仆，奴仆说：「我不是侍中，只是一个仆人。」何並心里知道已经让王林卿逃走，于是说：「王君在困境，自稱奴仆，这样就能得脫一死吗？」命令属吏砍下他的頭带回去，悬挂在所损坏的鼓上，置於都亭下，写道：「故侍中王林卿坐殺人埋冢舍，使奴剝寺門鼓。」官民驚駭。王林卿亡命，人们议论纷纷，以為他真死了。汉成帝的太后王政君因为邛成太后喜愛王林卿，听说后也哭了，告诉了汉哀帝。汉哀帝問明情况，称赞何並，转任何並为隴西郡太守。